# Паљијаре (Терамо)
Паљијаре (итал. Pagliare) је насеље у Италији у округу Терамо, региону Абруцо.
Према процени из 2011. у насељу је живело 1649 становника. Насеље се налази на надморској висини од 51 м.

## Становништво
Према резултатима пописа становништва 2011. у општини је живело 3.628 становника.
| 2011. |
| ----- |
| 3.628 |